# Región de la Unión Internacional de Telecomunicaciones

Regiones de la UIT
Región 1
Región 2
Región 3

Es cada una de las tres regiones en las cuales la Unión Internacional de Telecomunicaciones, divide al mundo en su Reglamento de radiocomunicaciones con el propósito de administrar el espectro electromagnético global. Cada región posee su propio conjunto de asignación de frecuencias, lo cual es la principal razón para definir las regiones.

## Límites

### Región 1
Comprende Europa, África y Oriente Medio incluyendo a la península arábiga, Irak, la antigua Unión Soviética y Mongolia. Al oeste está delimitada por la Línea B y al este por la Línea A, definidas por la Unión Internacional de Telecomunicaciones.

### Región 2
Comprende las Américas incluyendo Groenlandia y algunas de las Islas del Pacífico. La frontera oriental está delimitada por la ya mencionada Línea B y la occidental, por la Línea C.

### Región 3
Comprende la zona limitada al este por la Línea C y al oeste por la línea A, excepto Ucrania, Federación rusa, Georgia, Turquía, Armenia, Azerbaiyán, Turkmenistán, Uzbekistán, Tayikistán, Kirguistán, Kazajistán, Mongolia, Rusia asiática y la parte de Irán situada fuera de estos límites.

## Definición de las líneas de límite
Las líneas de límite de las tres regiones, tal como fueron establecidas por la Unión Internacional de Telecomunicaciones, no se trazan directamente desde el Polo Norte hasta el Sur, a través de un meridiano determinado, sino que son "líneas quebradas" que hacen recorridos de arco de círculo máximo en determinadas intersecciones o cruces de ciertos meridianos y paralelos y que limitan zonas donde se han definido idénticas asignaciones de frecuencia para diversos servicios de telecomunicaciones, lo que evita interferencias con los servicios de las zonas fronterizas. Estas líneas son definidas como sigue.

### Línea A
Es una línea que parte del Polo Norte por el meridiano de 40° al este de Greenwich hasta el paralelo 40° Norte, donde hace un recorrido de arco de círculo máximo hasta el punto de intersección del meridiano de 60° al Este con el Trópico de Cáncer, y, finalmente, por el meridiano 60° Este hasta el Polo Sur.

### Línea B
Parte del Polo Norte por el meridiano de 10° Oeste hasta su cruce con el paralelo 72° Norte. Desde ese punto hace un recorrido un recorrido de arco de círculo máximo hasta el cruce del meridiano 50° Oeste con el paralelo 40° Norte. Luego, sigue otro arco de círculo máximo hasta la intersección del paralelo 10° Sur con el meridiano 20° Oeste, desde donde continúa hasta el Polo Sur por este meridiano.

### Línea C
Parte del Polo Norte por el meridiano 170° Oeste, sigue un arco de círculo máximo hasta el cruce del paralelo 65° 30' Norte con el límite internacional en el estrecho de Bering; continúa por otro arco de círculo máximo hasta la intersección del meridiano 165° Este con el paralelo 50° Norte; sigue de nuevo un arco de círculo máximo hasta el cruce del meridiano 170° Oeste con el paralelo 10° Norte; prosigue por el paralelo 10° Norte hasta su intersección con el meridiano 120° Oeste, y, finalmente, sigue por este meridiano hasta llegar al Polo Sur. 